# Benin-Nigeria-Schild

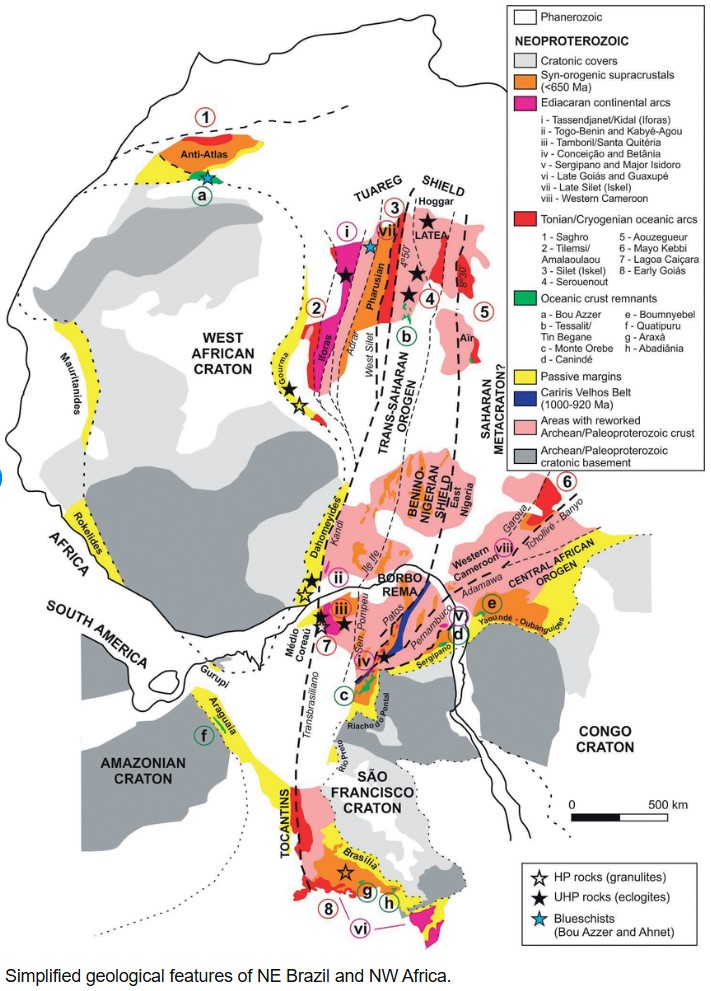
Geologische Strukturen im Nordwesten Afrikas u. a. mit dem Benin-Nigeria-Schild und im Nordosten Brasiliens mit der Provinz Borborema

Der Benin-Nigeria-Schild (BNS), auch Togo-Benin-Nigeria-Schild genannt, ist ein Krustenblock im Transsahara-Gürtel. Er enthält eine Ansammlung verschiedenartiger archaischer Gneise, paläoproterozoische und neoproterozoische Granitoide sowie undatierte orogene Gürtel kristalliner Schiefer (Schist) vulkanisch-sedimentärer Zusammensetzung. Namengebend für diesen Schild sind die Vorkommen in Benin und Nigeria. Tektonisch wird er begrenzt im Westen durch das Kandi-Lineament vom anschließenden Dahomeyide-Gürtel, im Osten durch den südwestlichen Rand des Sahara-Metakratons. Südlich davon erstreckt sich der Zentralafrikanische Gürtel, der wiederum an den Kongo-Kraton angrenzt.
Das Altersspektrum der Gesteine reicht von ca. 3600 mya in Gneisen bis zu ca. 580 mya in granitoiden Intrusionen.

## Geologisch tektonischer Überblick
Der Benin-Nigeria-Schild wird in die westliche und östliche geologische Domaine strukturiert. Sie sind getrennt durch ein ca. 500 Kilometer langes nord-südlich verlaufendes Lineament, das als Ile-Ife-Scherzone bezeichnet wird. Beide Domainen basieren generell auf einem archaischen paläoproterozoischen Grundgebirge. Dieses weist zudem Überreste einige der ältesten Gesteine Westafrikas auf. Auf dem Grundgebirge entwickelten sich metavulkanisch-sedimentäre kristalline Schiefergürtel (Schist-Gürtel). Die östliche Domaine ist durch proterozoische Gesteinsequenzen charakterisiert, die von voluminösen neoproterozoischen granitischen Plutonen durchsetzt sind. Sie wurden während der Pan-Afrikanischen Orogenese eingelagert. Diese unterlagen einer hochgradigen metamorphen Überprägung mit neoproterozoischer Migmatitisierung. Die östliche Domaine wird von der 8030-Scherzone bzw. Raghane-Scherzone durchzogen, die weiter bis zum nördlich liegenden Tuareg-Schild verläuft. Umgeben sind die beiden Domaine von phanerozoischen sedimentären Ablagerungen.

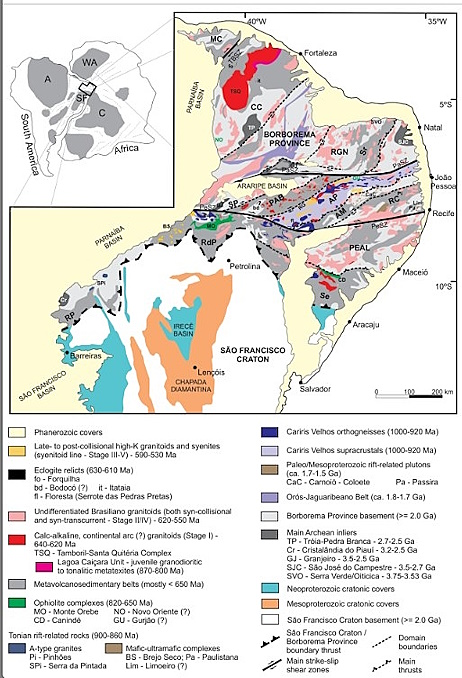
Geologische Karte der Borborema Provinz im nordöstlichen Südamerika

Während der Pan-Afrikanischen Orogenese war der Benin-Nigeria-Schild mit der südamerikanischen Borborema-Provinz im Nordosten Brasiliens verbunden.

## Gesteine und Alter
Gneis-Komplex

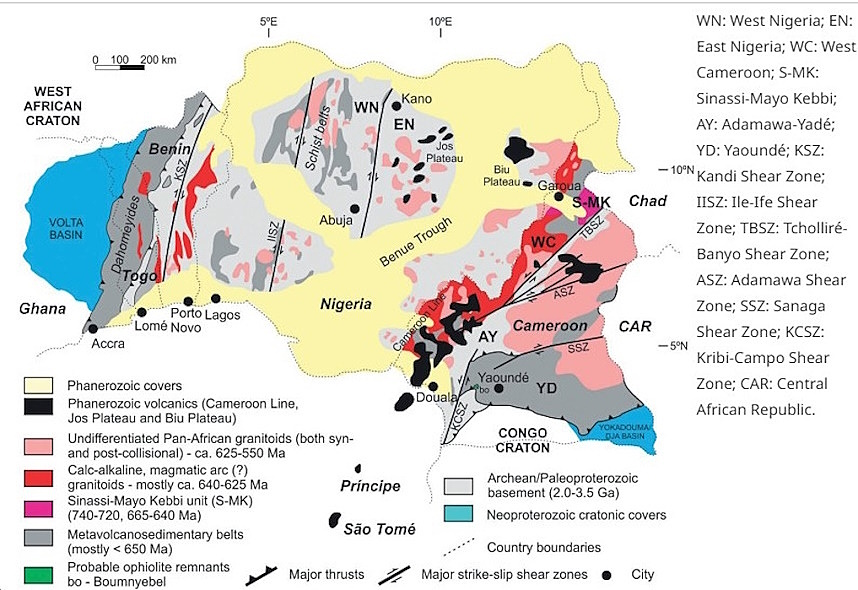
Geologische Karte vom Benin-Nigeria-Schild im westlichen Afrika

Der Gneis-Komplex bildet das Grundgebirge des Benin-Nigeria-Schildes. Er besteht aus verschiedenartigen heterogenen migmatitisierten Gneisen, Orthogneisen, Paragneisen, Migmatiten, Apliten und einer Reihe von metamorphisierten basischen und ultrabasischen Gesteinen. Diese Gneise sind mit Amphiboliten durchsetzt, die möglicherweise aus Magnesium-reichen Gesteinen wie kontinentalen Basalten stammen. Die verschiedenen archaischen Gesteine weisen geologische Alter zwischen ca. 3600 und 2500 mya auf. Tektonische und metamorphe Prozesse ereigneten sich um etwa 3100 bis 3000 mya, 2700 mya und 600 mya. Letzterer erfolgte während der Pan-Afrikanischen Orogenese.
Markant sind die archaischen Kaduna-Gneise. der nach der Stadt Kaduna benannt ist, wo er im Kabala-Steinbruch zutage tritt. Dieser Gneis ist ein migmatitischer, gebänderter granitoider Gneis, er bildet eine komplexe Ansammlung unterschiedlich verformter Quarz-Feldspat-Adern, [Amphibolit]-Schichten und schwach verformte Granitgänge. An vielen Stellen weisen die Amphibolit-Schichten vergleichbare Altersbereiche auf wie der Gneis auf, was auf Ähnlichkeit mit dem Gneis hindeuten könnte. Alternativ könnten sie deformierte mafische Dykes darstellen, die durch die Kruste kontaminiert wurde. Die Kaduna-Gneise zählen ältesten Gesteine Westafrikas.
Kristalline Schiefergürtel
Die kristallinen Schiefergürteln (Schist-Gürtel) bildeten sich den westlichen und östlichen Domainen. Sie sind charakteristisch für den Benin-Nigeria-Schild. Die Schiefergürtel bilden z. T. über 100 km lange und bis zu 15 km breite in Nord-Süd-Richtung verlaufende, oft gefaltete synklinale Bergrücken oder Hügel. Sie bestehen vorwiegend aus Sedimentgesteinen, insbesondere Peliten und Quarziten. Letztere kommen in enger Verbindung mit Bändereisenerzen (BIF) vor und bestehen aus Granoblaste und geringfügigen Schiefervariationen. Diese formen den Kern der Falten und bestehen aus quarzitischen-, muskovitischen- und andalusitischen Schisten sowie phyllitischen- und graphitischen Schiste und Tonschiefern. Quarzitische- und muskovitische Schiefer sind stellenweise mit Marmoren verflochten. Zudem kommen auch mafische und geringfügig felsische Vulkanite vor. Das maximale Ablagerungsalter der metasedimentären Gesteinssequenzen fällt in das Neoproterozoikum um ca. 770 mya, während ihr minimales Ablagerungsalter auf ca. 600 mya festgelegt werden kann, da sie während der Pan-Afrikanischen Orogenese Deformationen und Metamorphosen unterlagen. Die metamorphen Eigenschaften reichen von Grünschiefer-Fazies bis Amphibolit-Fazies
Intrusionen
Intrusionen nahmen in der östlichen Domaine Platz. Sie Die neoproterozoischen Granitoide stehen im Zusammenhang mit der Migmatisierung des älteren Grundgebirges. Sie sind die am weitesten verbreiteten Erscheinungsformen, die während der Pan-Afrikanischen Orogenese um ca. 600 mya entstanden. Die Granitoide setzen sich aus mehreren gleichzeitig auftretenden petrologischen Gruppen zusammen. Sie reichen von Graniten und den damit verbundenen charnockitischen, dioritischen, monzonitischen und syenitischen Gesteinen bis hin zu Gabbros, Serpentiniten und Anorthositen. Ebenso entstanden felsische und mafische Dykes in Form von Pegmatiten und Doleriten. Das Altersspektrum dieser Gesteine datiert zwischen ca. 683 und 580 mya.